# Мартін Ентоні Джонс
Май Туре (при народженні Мартін Ентоні Джонс) - американський лібертаріанський політичний активіст і репер. Туре тісно пов'язаний з крилом Мізеса Американської лібертаріанської партії. Туре широко відомий своєю фразою «Будь-який контроль над зброєю є расистським!» і обґрунтовує це переконання словами: «Він (контроль) був започаткований буквально для того, щоб позбавити чорношкірих людей засобів для самозахисту».
Уродженець Північної Філадельфії, Туре заснував освітню неприбуткову організацію Black Guns Matter у 2016 році. Організація відстоює право на зберігання та носіння зброї, а також пропагує відповідальне володіння вогнепальною зброєю серед афроамериканських та міських громад.
Він випустив три реп/хіп-хоп альбоми: Solutionary Vol. 1 (2005), Solutionary Vol. 2 (2014) та Solutionary Vol. 3 (2016).
На виборах 2019 року Туре був кандидатом у депутати міської ради Філадельфії. Він балотувався як лібертаріанець. Окрім підтримки прав, передбачених Другою поправкою, його політичні пріоритети включали: реформу кримінального правосуддя; припинення практики одиночного ув'язнення; легалізацію канабісу; покращення освіти у Філадельфії; тренінги з конфліктології для молоді. 5 листопада 2019 року Туре посів 15-те місце серед 17-ти кандидатів на виборах до міської ради, але не зміг отримати місце у міській раді. Він отримав 5 676 голосів (0,5% від загальної кількості голосів).
Туре виступив на Конференції консервативних політичних дій (CPAC) у лютому 2019 року.

## Світогляд і вплив
Активізм Май Туре сформований його вірою в особисту відповідальність, самозахист та індивідуальну свободу. На нього впливають такі історичні постаті, як Фредерік Дуглас, Малкольм Ікс та Гаррієт Табмен, які боролися проти гноблення та виступали за розширення прав і можливостей маргіналізованих людей. Він також черпає філософське натхнення у таких мислителів, як Джон Локк, Томас Пейн і Томас Джефферсон, чиї ідеї про природні права, обмежений уряд і захист індивідуальних свобод є центральними для лібертаріанського світогляду Туре.
Туре стверджує, що сучасні закони США про контроль над зброєю є продовженням системного расизму, який покликаний роззброїти чорношкірих американців і обмежити їхню здатність до самозахисту. Він вважає, що ці закони непропорційно впливають на маргіналізовані спільноти сьогодні, увічнюючи безправ'я та державний контроль. Увага Туре до Другої поправки та самозахисту не обмежується расовими питаннями, оскільки він вважає володіння зброєю необхідним для всіх громадян, щоб протистояти державній тиранії.
У розмові з Лоуренсом Б. Джонсом у 2021 році Туре похвалив антирасистських протестувальників за їхній акцент на цінності чорношкірих життів, але розкритикував організацію Black Lives Matter, яка з його слів є: «операцію з відмивання грошей», яка «обдирає чорношкіру громаду» з метою допомоги політикам-демократам. Він підкреслює, що справжнє розширення прав і можливостей відбувається через освіту, самодостатність і конституційні права, а не через залежність від політичних рухів, які, на його думку, часто не відповідають реальним потребам чорношкірих американців.

## Кримінальне миннуле
Туре має кримінальне минуле. Його часто звинувачують під псевдонімом «Май Турне».
6 липня 2006 року Туре був заарештований за необережне заподіяння шкоди іншій особі, опір арешту, хуліганство та переслідування шляхом фізичного контакту з іншими особами. 17 листопада 2006 року він уклав угоду про визнання вини, щоб потрапити до програми прискореної реабілітації. Він був засуджений до 20 годин громадських робіт і занять з управління гнівом.

21 лютого 2013 року Туре був виключений з програми прискореного реабілітаційного звільнення, коли він порушив умови свого перебування на волі, вчинивши підробку торгової марки, що є кримінальним злочином першого ступеня. Поліцейський під прикриттям став свідком того, як він продавав контрафактні реп-диски в приміському поїзді, і заарештував його. Він визнав себе винним 1 квітня 2013 року і був засуджений до 12 місяців умовно.
Туре був заарештований у Філадельфії 20 червня 2023 року і звинувачений у носінні вогнепальної зброї в громадських місцях у Філадельфії, що є проступком першого ступеня, і носінні вогнепальної зброї без ліцензії, що є кримінальним злочином третього ступеня. Він проходив під псевдонімом «Майор Турне»[1]. 18 липня 2024 року справу було передано до Суду загальних справ Філадельфії, де Туре визнали винним в обох злочинах[2], а 2 жовтня 2024 року засудили до 4 років умовно[3].
Як засудженому злочинцю Туре заборонено володіти, носити, зберігати та поводитися з вогнепальною зброєю відповідно до законів штату Пенсильванія та федерального законодавства США.